# 518
518 (DXVIII) je bilo navadno leto, ki se je po julijanskem koledarju začelo na ponedeljek.

## Dogodki
- 1. januar

## Smrti
- 9. julij - Anastazij I. Dikor, bizantinski cesar (* okoli 431)